# Anthony Eisley
Anthony Eisley, auch Fred Eisley, eigentlich Frederick Glendinning Eisley (* 29. Januar 1925 in Philadelphia, Pennsylvania; † 29. Januar 2003 in Woodland Hills, Los Angeles, Kalifornien) war ein US-amerikanischer Schauspieler.

## Leben
Eisley wuchs als Sohn wohlhabender Eltern auf, die Familie zog während seiner Kindheit durch den Beruf seines Vaters oft um. Er studierte Schauspiel an der University of Miami und arbeitete danach zunächst in Pennsylvania am Theater. Zu Beginn seiner Karriere agierte er noch unter dem Namen Fred Eisley und hatte kleine Film- und Gastrollen in Fernsehproduktionen. Bei einem Auftritt im Players Ring Theater in Los Angeles wurde er von einem Talentsichter von Warner Bros. entdeckt. Er erhielt bei Warner einen Filmvertrag und wurde für die Hauptrolle der Krimiserie Hawaiian Eye besetzt. Auf Betreiben des Studios änderte er seinen Namen in Anthony Eisley. Die Serie entwickelte sich erfolgreich, in der vierten Staffel wurde er jedoch von Troy Donahue ersetzt. In der Folge hatte er Gastauftritte in verschiedenen erfolgreichen Serienformaten, darunter Die Leute von der Shiloh Ranch, Cannon, Die Straßen von San Francisco und Die knallharten Fünf. Zwischen 1966 und 1971 spielte er die wiederkehrende Rolle des Chet Randolph in der Krimiserie FBI. Er trat zudem mehrfach in den Serien Der Chef und Polizeibericht auf.
Seine Filmkarriere beschränkte sich hingegen hauptsächlich auf B-Movies, wie Roger Cormans Tierhorror Die Wespenfrau, den italienisch-spanischen Superagenten-Film Gemini 13 – Todesstrahlen auf Kap Canaveral und Al Adamsons Low-Budget-Film Draculas Bluthochzeit mit Frankenstein. Zudem agierte er in Samuel Fullers Neo-Noir-Kriminalfilm Der nackte Kuß und im Elvis-Presley-Vehikel Frankie und Johnny. Als seine Karriere als Schauspieler ins Stocken kam, arbeitete Eisley als Stuntfahrer.
Eisley starb im Alter von 78 Jahren an seinem Geburtstag an Herzversagen. Er war verwitwet und hinterließ vier Kinder.

## Filmografie (Auswahl)

### Filme
- 1952: Der tote Zeuge (Operation Secret)
- 1959: Der Mann aus Philadelphia (The Young Philadelphians)
- 1959: Die Wespenfrau (The Wasp Woman)
- 1964: Der nackte Kuß (The Naked Kiss)
- 1966: Verhängnisvolle Fracht (The Navy vs. the Night Monsters)
- 1966: Gemini 13 – Todesstrahlen auf Kap Canaveral (Operazione Goldman)
- 1966: Frankie und Johnny (Frankie and Johnny)
- 1968: Star!
- 1971: Draculas Bluthochzeit mit Frankenstein (Dracula vs. Frankenstein)
- 1975: Traumhaus für Zwei (Half a House)
- 1980: Monster aus der Tiefe (Monster – The Legend that Became a Terror)
- 1991: Tödliche Täuschung (Lolita al desnudo)

### Serien
- 1955: Tennisschläger und Kanonen (I Spy)
- 1959–1962: Hawaiian Eye
- 1960: 77 Sunset Strip
- 1967: Invasion von der Wega (The Invaders)
- 1969: Mannix
- 1970: Die Leute von der Shiloh Ranch (The Virginian)
- 1970: Lancer
- 1973: Notruf California (Emergency!)
- 1974: Cannon
- 1974: Die Straßen von San Francisco (The Streets of San Francisco)
- 1975: Die knallharten Fünf (S.W.A.T.)
- 1978: Project U.F.O.
- 1979: Barnaby Jones
- 1982: Ein Duke kommt selten allein (The Dukes of Hazzard)